# Station Bentley (South Yorkshire)
Bentley (South Yorkshire) is een spoorwegstation van National Rail in Bentley, Doncaster in Engeland. Het station is eigendom van Network Rail en wordt beheerd door Northern Rail. Het station is gelegen aan de Wakefield Line.